# Xylotrechus demonacius
Xylotrechus demonacius là một loài bọ cánh cứng trong họ Cerambycidae.